# Mindenki (album)
A Mindenki a Locomotiv GT 1978-ban megjelent albuma, melyet Csehszlovákiában is kiadtak. Az eredetileg tervezett borítót, melyet az Akácfa utca 49. számú ház előtt fényképeztek, betiltották. Az együttes tagjai ezen különféle „szerepekben” voltak láthatók hangszerek nélkül, szállítómunkásként, újságolvasó nyugdíjasként, fuvarozóként és kutyasétáltatóként.

## Az album dalai

### A oldal
1. Mindenféle emberek (Presser Gábor – Sztevanovity Dusán) – 5:11
2. Nézd, az őrült (Presser Gábor – Sztevanovity Dusán) – 5:45
3. Baba-rock (Somló Tamás) – 5:01
4. Mi lesz velem? (Presser Gábor) – 3:42

### B oldal
1. Hirdetés (Presser Gábor – Sztevanovity Dusán) – 6:22
2. A téma (Karácsony János – Sztevanovity Dusán) – 4:37
3. Az utolsó szerelmes dal (Karácsony János – Demjén Ferenc) – 3:40
4. Nem adom fel (Presser Gábor – Sztevanovity Dusán) – 4:17

## Közreműködők
- Karácsony János – ének, elektromos és akusztikus gitár, Moog szintetizátor, ütőhangszerek
- Presser Gábor – ének, Yamaha zongora és elektromos zongora, ARP AXXE, clavinet, ütőhangszerek
- Solti János – dob, ütőhangszerek
- Somló Tamás – ének, basszusgitár, szaxofon, ütőhangszerek
- Sztevanovity Dusán – dalszövegek

### Produkció
- Kovács György – hangmérnök
- Pintér Géza – hangtechnika
- Farkas László – hangtechnika
- Péterdi Péter – zenei rendező
- Alapfy László – fényképek
- Alapfy András – grafika